# インヘルノ
『インヘルノ』は、マツモトトモによる日本の漫画作品。『AneLaLa』（白泉社）にて2013年第1号から連載され、『AneLaLa』が休刊した後の2018年2月に電子版で発売された最終話をもって完結した。「インヘルノ（Inferno）」とは、ポルトガル語で地獄を意味する。

## あらすじ
離婚した両親が4年ぶりに復縁することが決まり、1歳年下の弟との久々の再会に胸を踊らせる、高校2年生の家入更（いえいり さら）だったが、肝心の弟・轟（ゴウ）は体つきも性格も更が知る轟ではなくなっていた。これまで、誰にも恋愛感情を抱いたことがなかった更だったが、弟の中に「男」を感じ、夏の暑さと共に禁断の感情が高まっていく。

## 登場人物
家入 更（いえいり さら）
高校2年生。生徒会役員。全国模試で1位を取るほど成績優秀で、容貌も優れている。教師陣から東大理IIIも確実であるとお墨付きを貰っている。儚げな雰囲気で、校内では清らかなイメージで通っており、男女問わず人気があるが、恋愛感情というより憧憬の念で見られている。更本人は、何に対しても執着がわかず、これまで恋愛感情を抱いたことがなく、人間的に欠陥があると思っている。5歳の時に、轟に髪を切られて以来、髪型は肩より上のベリーショートカットを貫いている。
パン作りが趣味で、生地を叩きつけてストレス解消を図っている。洋食を好む。
家入 轟（いえいり ごう）
更の1歳年下の弟。高校1年生。整った容貌と引き締まった体つきの持ち主。白米が好き。
幼い頃から、実姉である更のことが好き。家を出ていくために、コンビニでアルバイトを始める。
チャラ男（名前不詳）
更の同級生で、更を狙っている。轟を更の彼氏だと誤解し、諦めかけるが、誤解が解けてからはより積極的にアプローチする。
武田 栄里（たけだ えり）
更の後輩。生徒会役員。

## 書誌情報
- マツモトトモ 『インヘルノ』 白泉社〈花とゆめコミックス〉 全5巻
  1. 2014年6月5日発売、ISBN 978-4-592-21018-4
  2. 2015年7月3日発売、ISBN 978-4-592-21019-1
  3. 2016年5月2日発売、ISBN 978-4-592-21020-7
  4. 2017年8月4日発売、ISBN 978-4-592-21021-4
  5. 2018年2月5日発売、ISBN 978-4-592-21022-1